# William Dietrich
Écrivain américain né en 1951, William Dietrich est l'auteur de thrillers historiques.
Il a été lauréat du Prix Pulitzer en 1990 dans la catégorie "national reporting".